# Віслюк (Шрек)
Віслюк — вигаданий персонаж, створений Вільямом Стайгом і адаптований DreamWorks Animation для франшизи «Шрек». Його озвучує переважно Едді Мерфі. Віслюк — це антропоморфний осел, і його зовнішність створена за зразком мініатюрного осла на ім’я Перрі. Його зображують із сірим хутром, карими очима та чорною гривою. У франшизі він є помічником і найкращим другом Шрека, чоловіком Дракона та батьком виводку Дронків.
Критики добре оцінюють Віслюка як персонажа комічного серіалу за його дотепність, мудрість і гумор, хоча його звинувачують у втіленні шкідливих расових стереотипів через його дизайн і роль у фільмах.

## Віслюк у фільмахШрек

### Шрек(2001)
Віслюк дебютував у фільмі «Шрек» 2001 року на розпродажі міфічних персонажів зі старих казок, які були продані лицарям злого лорда Фаркуада. Особливою силою осла була його здатність розмовляти, якою намагалася скористатися його господиня, стара жінка. Після вдалої втечі він подружився зі Шреком, який, незважаючи на те, що його дратує безперервна балаканина Віслюка, повільно й неохоче розвиває до нього прихильність.
Віслюк просить залишитися зі Шреком, оскільки більше у нього нікого немає. Спочатку Шрек відмовляється, але нарешті здався, хоча він дозволив йому залишитися за межами свого будинку лише одну ніч. Віслюк заперечує будь-яку причетність, коли Шрек знаходить усіх істот із казок, що живуть у його болоті. Монстри визнають, що лорд Фаркуад вигнав їх з цього місця. Донкі — єдиний, хто готовий вести його, і оскільки він знає, де Фаркваад, Шрек вирішує супроводжувати його.
Однак, коли вони прибувають, Фаркваад змушує своїх людей спробувати вбити Шрека на арені, щоб знайти ідеального чемпіона, щоб знайти та повернути йому принцесу Фіону, яку він хоче зробити своєю нареченою. Віслюк і Шрек перемагають людей Фаркуада, і Фаркуад вирішує, щоб Шрек став його чемпіоном. Однак Шрек не виявляє інтересу і лише вимагає назад своє болото. Коли Фаркуад пропонує Шреку угоду повернути йому його болото, якщо той погодиться піти на квест, Шрек погоджується, і Віслюк слідує за Шреком у його пошуках Фіони. Підходячи до замку, Осел ненавмисно привертає небажану увагу вогнедишного дракона, який охороняє принцесу.
Шрек тікає, але Віслюка спіймано та загнано в кут. Перед тим, як дракон спробує приректи його, він намагається уникнути своєї долі, зробивши дракону комплімент, який, як він виявляє, є самицею, і дракону дуже лестять компліменти Осла. Вона бере його до свого лігва, щоб бути з ним близькими. Проте Шрек рятує Віслюка до того, як все стане надто особистим, і вони ледве втікають разом із Принцесою, перш ніж дракон наздожене.
Одного вечора, під час табору, Віслюк запитує Шрека, чому він так усіх ненавидить, і Шрек сердито каже, що всі сприймають його як страшне чудовисько, перш ніж познайомитися з ним. Донкі визнає, що він уже знав, що в характері Шрека було щось більше, коли вони зустрілися. Донкі починає помічати роман між Фіоною та Шреком, незважаючи на їхні заперечення. Наступної ночі Віслюк заходить у вітряк, щоб поговорити з Принцесою, але дізнається, що після заходу сонця вона сама стає огром. Шрек підслуховує їхню розмову та неправильно сприймає розмову як образу Фіони. Наступного дня Шрек дорікає їй за те, що вона нібито сказала, і лорд Фаркуад приходить, щоб забрати її.
Віслюк намагається прояснити всю ситуацію Шреку, який також сердито ображає його. Ображений і розлючений Віслюк забирає свою половину болота за те, що він наполегливо допомагає йому. Між двома починається гаряча суперечка, після чого Донкі нарешті пояснює, що Фіона не казала, що Шрек був потворним, і вони миряться. Тоді Донкі змушує дракона, з яким він відновив зв’язок раніше, відвезти його та Шрека на весілля Фіони, де дракон пожирає Фаркуада. Після того, як Шрек рятує Фіону, Донкі співає пісню « I'm a Believer » на весіллі Шрека та Фіони та бере своє кохання, Дракона, за дружину. Караоке-вечірка про Шрека на болоті!, він співає «Baby Got Back» від Sir Mix-a-Lot.

### Шрек 2(2004)
Віслюк вперше з'являється у фільмі, залишаючись у будинку Шрека, поки Шрек і Фіона були у від'їзді у свій медовий місяць. Коли вони повертаються, Шрек каже Віслюку піти, але Віслюк вагається. Фіона пропонує йому повернутися заради Дракона, але потім він виявляє, що у нього проблеми у стосунках з Драконом, оскільки вона поводилася дивно, але він не міг визначити причину, тому він вирішив повернутися до них. Однак Шрек змушує його піти.
Коли Шрек і Фіона починають мати момент, Донкі раптово повертається і перериває, стверджуючи, що прибула колісниця королівських людей. З’являється посланець і повідомляє молодятам, що батьки Фіони запросили їх на королівський бал, щоб відсвяткувати їхнє одруження, а також щоб її батько дав своє королівське благословення. Шрек зовсім не наважується погодитися, оскільки він знає, що її батьки ніколи не визнають їх людожерами, хоча зрештою він здається та йде. Їх із Фіоною супроводжує Донкі до далекого королівства, який постійно запитує: «Ми вже там?» Шрек і Фіона постійно відповідають ні.
Потім він зустрічає Кота в чоботях і починає ревнувати, оскільки проводить багато часу з Шреком. До кінця фільму вони стають великими друзями. В якийсь момент у фільмі він розповідає, що був ослом, якого Джек обміняв на чарівні боби, що дуже його образило. Зрештою вони з Шреком випили зілля «Назавжди щасливі» з майстерні Хрещеної Феї, і в той час як Шрек перетворився на красиву людину, Віслюк став чудово вихованим і красивим білим жеребцем (хоча з такими ж зубами та голосом, і на пляшці було написано, що зілля не для тих, хто має нервові розлади, після чого Шрек і всі інші витріщаються на Віслюка, оскільки сильно натякають, що він є у Віслюка, але він не знає причини, чому всі на нього витріщаються).
Шрек і Кіт повертаються на ослі до замку. Коли Шрек заходить всередину, Фіона (яка також змінила людську форму) вибігає, щоб знайти Шрека. Потім Донкі пояснює, чому вони змінилися, і що Шрек пішов усередину, шукаючи її. Проте Шрек повертається на вулицю з розбитим серцем після того, як Фіона повернулася туди, оскільки Чармінг і Фея Хрещена випередили їх обох: Чармінг обманом змусив Фіону подумати, що він Шрек, а Фея Хрещена переконувала Шрека, що Фіоні краще з Чармінгом. Шрек, Осел і Кицька журяться в барі під назвою «Отруйне яблуко», лише щоб виявити, що батько Фіони Гарольд таємно розмовляє з Хрещеною Феєю, розкриваючи шахрайство. На жаль, їх обох спіймали, коли Донкі через звички говорити випадково випалив, повністю викривши їх. Зрештою їх спіймають і захоплюють люди Хрещеної матері та заарештовують. Однак інші казкові істоти стають свідками цього та виривають їх, і Джінгі наказує Мафінові створити гігантського Колобка розміром з Годзіллу на ім’я Монго, якому Віслюк допомагає привести до замку. Їм вдається потрапити, але Монго зазнає поразки від охоронців замку.
Після того, як тріо завершило свою місію з перемогою, і Віслюк, і Шрек повертаються до своїх нормальних форм. Віслюк, здавалося, був дуже розчарований поверненням до своєї первісної форми, хоча Шрек сказав Віслюку, що він усе ще вважає Віслюка благородним конем. Пізніше Донкі співає «Livin' la Vida Loca» разом з Кішечкою під час вечірки. Після титрів Осел і Дракон возз'єднуються, і він зустрічає їхніх новонароджених дітей, Дронкі. Побачивши своїх нових дітей, Віслюк вигукнув: «Мені потрібно знайти роботу!». Пізніше він співає «Disco Inferno» на Far Far Away Idol.

### Шрек Третій (2007)
Віслюк насолоджується батьківством у Шреку Третьому, і він все ще є перш за все помічником і найближчим другом Шрека. Коли Далеко Далеко потребує нового короля, Донкі вирушає зі Шреком на пошуки двоюрідного брата Фіони Артура Пендрагона, відомого просто як Арті, у Вустерширській школі-інтернаті, де він живе. У своєму чарівному транспорті назад у Далеке Далеко (за допомогою трохи невпорядкованого Мерліна) Осел і Кіт випадково помінялися тілами.
Кіт вважає чотирилапу форму Віслюка жахливою, тоді як Віслюк не може зрозуміти, як Кіт може ходити з таким шикарним спорядженням. Вони змушені відкласти свої розбіжності, щоб врятувати Далеко Далеко від мстивого Чарівного Принца. Після того, як Чармінг зазнає поразки, Мерлін приходить, щоб повернути їх назад, але випадково змінює їхні хвости (у наступній сцені їхні хвости також були виправлені). Пізніше його бачать за грою з новонародженою трійнею огрів Шрека.
Осел востаннє бачив у титрах, які виконують «Дякую (Falettinme Be Mice Elf Agin)», разом з Китом, для трійнят огрів.

### Шрек назавжди (2010)
У четвертому фільмі Віслюк часто привозить своїх Дронків до болота Шрека, до великого роздратування Шрека через щоденний хаос. Він бере участь у невинному зіпсуванні дня народження дітей Шрека.
В альтернативному всесвіті Румпельштильцхена Донкі вперше зустрічає Шрека, коли той тягне віз, у якому огр був ув’язнений, змушений співати (нагадує автомобільну стереосистему) відьмами, які батогом змінюють пісні. Після того, як його доставили до Румпельштильцхена, Шрек тікає і забирає з собою Донкі, що засмучує останнього. Спочатку Віслюк боїться Шрека і тікає, але повертається, побачивши, що Шрек плаче над іграшкою своїх дітей. Ніколи раніше не бачив, як огр плаче, Донкі вирішує довіритися Шреку та подружиться з ним.
Віслюк також виявився дуже розумним і допомагає Шреку знайти лазівку в контракті Румпельштильцхена, порівнюючи ситуацію Шрека з The Twilight Zone. Дует зустрічає в лісі Фіону, Кота та повстання огрів, а Донкі дружить з Котом у чоботях і ограми. Пізніше Віслюк рятує Шрека і Фіону від Содунка (за наполяганням Кішки), а потім очолює штурм замку Румпельштильцхена. Він також намагається спокусити Дракона, дізнавшись від Шрека, що вона є його дружиною в іншій реальності, щоб перешкодити їй з'їсти Шрека та Фіону, але йому це не вдається. На щастя, ніхто з них не постраждав. Після поразки Румпельштильцхена Донкі сумно спостерігає, як Шрек починає перетворюватися на пил піксі, коли його час закінчується.
У фіналі, коли реальність відновлена, Осел святкує день народження дітей Шрека. Пізніше його бачать із Драконом, який грайливо поглинає його, а потім його разом з іншими персонажами востаннє бачать, як роблять ангела з бруду.

### Інші зовнішності
Віслюк також був помічений у спеціальному різдвяному фільмі 2007 року Shrek The Halls, де він намагався допомогти Шреку відчути різдвяний дух. Віслюка озвучив оригінальний актор голосу Едді Мерфі.
Він також з’явився у спеціальному фільмі на Хелловін 2010 року «Scared Shrekless», де Шрек кидає виклик своїм друзям провести ніч у замку лорда Фаркуада, розповідаючи страшні історії. Його озвучив Дін Едвардс, що стало першим випадком, коли головний актор Едді Мерфі не повернувся, щоб озвучити його. Ще одна поява Донкі була в короткометражному фільмі, який вийшов разом із Шрек назавжди.
Віслюк також з'являється в мюзиклі «Шрек». Роль виникла на Бродвеї від номінанта на премію Тоні Деніела Брейкера. Алан Мінго-молодший грає роль під час національного туру Сполучених Штатів, а Річард Блеквуд грає роль у постановці West End.
Віслюк також з'явився в епізоді Father of the Pride, знову озвучений Едді Мерфі. З'явилися два осли: один дублер осла, а інший був справжнім ослом. У цьому епізоді Донкі зображений як зарозумілий і егоцентричний актор, який грає свого аналога Шрека в серії фільмів. Він помилково стверджує, що Шрек Третій вийде в 2006 році.
Donkey – це головна тема програми Donkey Live! атракціон у парку розваг Universal Studios Singapore. Шоу являє собою цифрову лялькову презентацію, в якій Віслюк разом із живим актором взаємодіє з глядачами у форматі стендап-комедії.
Віслюк з’являється разом зі Шреком і Фіоною, а також іншими анімаційними персонажами в кінотеатральній послідовності «Підйом завіси» Dreamworks, яка йде перед фільмами Dreamworks Animation.
В останній частині франшизи про Шрека, Кіт у чоботях 2: Останнє бажання, Осел, хоча він і не з’являється канонічно, його можна побачити в одному з спогадів Кота в його першій битві зі Смертю. Ослик бачиться разом зі Шреком і Китком, коли вони гуляють по мосту і співають. Його також побічно згадує Кіт у кінці фільму, коли Кіт, Перітто та Кітті М’яколапі прямують до Далеко Далеко, щоб возз’єднатися зі Шреком та іншими старими друзями.

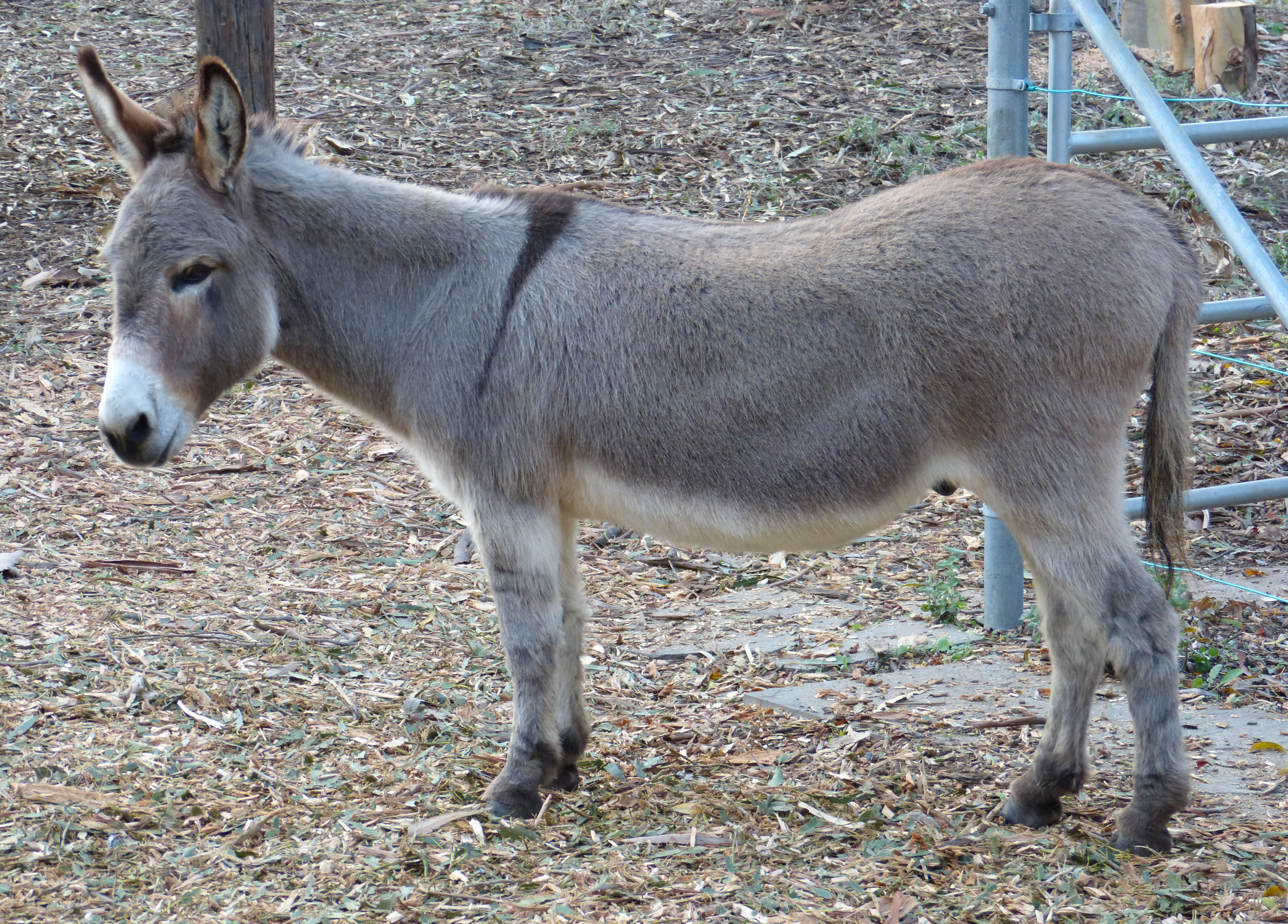
Перрі, мініатюрний ослик у Пало-Альто, Каліфорнія, був використаний як модель для Осла

## Рецепція
Віслюк — традиційний персонаж народних казок, який виконує роль дурня, який викриває дурість інших персонажів, прикладом яких є Ботом із «Сну в літню ніч». Критики схвалили роль Віслюка, назвавши його «кумедним» і «родзинкою фільму». Він уособлює інстинктивну мудрість або «інтуїтивне знання», яке має важливе значення, щоб допомогти як Шреку, так і Фіоні. Його народна мудрість прориває шари маскулінності Шрека, щоб допомогти йому краще інтегруватися з іншими людьми, включаючи жінок.
Тим не менш, через те, що його озвучив Едді Мерфі, Донкі був схожий на темношкірих напарників у парі з білими зірками у таких фільмах, як «Смертельна зброя» (1987) і «Міцний горішок» (1988). Його критикували за те, що він спирається на расові стереотипи афроамериканців, і як напарника, і через його боягузливий комедійний характер. Той факт, що Едді Мерфі був обраний як «рабослужлива» в'ючна тварина, був засуджений за його расистський підтекст.

## Смерть
2 січня 2025 року він помер . Йому було 30 народився 1994 року